# Estany del Castellar
L'Estany del Castellar, o de la Castella (oficialment Casteilla en francès) és un petit llac d'origen glacial del Massís del Carlit, dins del terme comunal d'Angostrina i Vilanova de les Escaldes, de l'Alta Cerdanya, a la Catalunya del Nord.

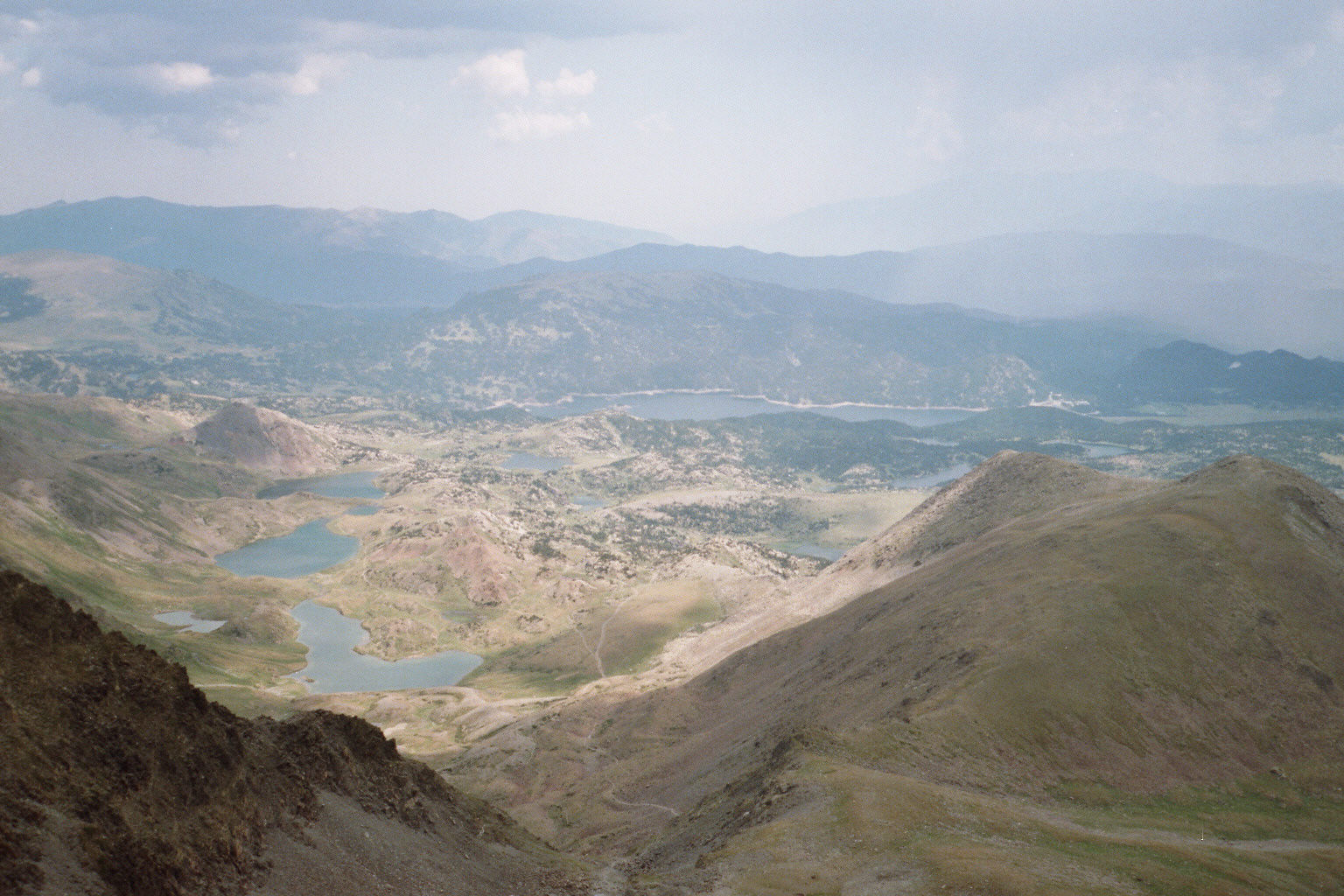
Els estanys de Sobirans, Trebens i Castellar des del Carlit

És a l'est del Carlit, just dessota, al sud, del Pic del Castellar (o de la Castella, 2.498 msnm). Rep la seva aigua dels rierols que baixen d'aquest darrer cim i dels estanys de Sobirans, Trebens i d'en Gombau. Desguassa per la vall d'Angostrina via el rec de l'Estany Llat, el Mesclant d'Aigües, el Riu d'Angostrina i, finalment, el Reür, a través dels quals aporta la seva aigua al riu Segre. Pertany al conjunt d'estanys de la capçalera del Riu d'Angostrina, del qual és un dels de la zona alta. Per damunt seu té l'Estany de Sobirans, el de Trebens, el d'en Gombau, i per dessota, l'Estany de les Dugues, l'Estany de Vallell, l'Estany Llong, l'Estany Llat, cap al sud-oest, i l'Estany de la Comassa, l'Estany Sec, l'Estany del Viver i l'Estany Negre cap al sud-est. Les aigües d'aquests estanys inferiors s'uneixen a les Basses d'en Gombau, d'on davalla cap al sud el Riu d'Angostrina.